# Lijst van voetbalinterlands Canada - Panama (vrouwen)
Deze lijst van voetbalinterlands is een overzicht van alle officiële voetbalinterlands tussen de nationale vrouwenteams van Canada en Panama. De landen hebben tot nu toe drie keer tegen elkaar gespeeld.

## Wedstrijden
| № | Plaats                   | Datum            | Competitie                          | Wedstrijd       | Uitslag |
| - | ------------------------ | ---------------- | ----------------------------------- | --------------- | ------- |
| 1 | San José                 | 28 februari 2004 | Olympische Spelen 2004 kwalificatie | Panama − Canada | 0 − 6   |
| 2 | Frisco                   | 14 oktober 2018  | Noord-Amerikaans kampioenschap 2018 | Panama − Canada | 0 − 7   |
| 3 | San Nicolás de los Garza | 8 juli 2022      | Noord-Amerikaans kampioenschap 2022 | Panama − Canada | 0 − 1   |

## Samenvatting
| Competitie                     | Totaal gespeeld | Winst Canada | Gelijk | Winst Panama | Doelsaldo Canada – Panama |
| ------------------------------ | --------------- | ------------ | ------ | ------------ | ------------------------- |
| Noord-Amerikaans kampioenschap | 2               | 2            | 0      | 0            | 8 − 0                     |
| Olympische Spelen kwalificatie | 1               | 1            | 0      | 0            | 6 − 0                     |
| Totaal                         | 3               | 3            | 0      | 0            | 14 − 0                    |